# Почтовые марки России (2010)

Почтовые марки России (2010) — каталог знаков почтовой оплаты (марок, блоков, листов), введённых в обращение «Почтой России» в 2010 году.

## Список коммеморативных марок
Порядок следования элементов в таблице соответствует номеру по каталогу марок России на официальном сайте издатцентра «Марка», в скобках приведены номера по каталогу «Михель».

## Таблица
| №                                                                                         | Изображение | Описание | Номинал                       | Дата        | Тираж           | Художник                  | П      |
| ----------------------------------------------------------------------------------------- | ----------- | --- | ----------------------------- | ----------- | --------------- | ------------------------- | ------ |
| № 1386 (Mi #RU 1618)                                                                      |             | 100 лет со дня рождения В. С. Гризодубовой (1910—1993) | 10 руб.                       | 14 января   | 200 000         | Лучникова О.              | [ 3 ]  |
| № 1387 (Mi #RU 1619)                                                                      |             | 100 лет со дня рождения А. К. Серова (1910—1939) | 10 руб.                       | 14 января   | 200 000         | Комса Р.                  | [ 4 ]  |
| № 1388 (Mi #RU 1623)                                                                      |             | Почтовый блок — 150 лет со дня рождения А. П. Чехова (1860—1904) | 20 руб.                       | 29 января   | 90 000          | Лучникова О.              | [ 5 ]  |
| № 1389—1391 (Mi #RU 1620), (Mi #RU 1621), (Mi #RU 1622)                                   |             | Почтовый блок — 150 лет со дня рождения А. П. Чехова (1860—1904) - Дама с собачкой - Чайка - Дом с мезонином | 30 руб.                       | 29 января   | 90 000          | Лучникова О.              | [ 6 ]  |
| № 1392 (Mi #RU 1624)                                                                      |             | Российский университет дружбы народов. 50 лет | 10 руб.                       | 5 февраля   | 180 000         | Яковлева О.               | [ 7 ]  |
| № 1393 (Mi #RU 1625)                                                                      |             | XXI зимние Олимпийские игры | 15 руб.                       | 11 февраля  | 450 000 50 000  | Московец А.               | [ 8 ]  |
| № 1394 № 1395 (Mi #RU 1626), (Mi #RU 1627)                                                |             | 275 лет со дня рождения Ф. С. Рокотова (1735—1808), художника - портрет князя Д. М. Голицына. 1760-е гг. ГТГ - портрет графини Е. А. Мусиной-Пушкиной. 1770-е гг. Рыбинский музей-заповедник | 10.5 руб.                     | 19 марта    | 400 000         | Поварихин А.              | [ 9 ]  |
| № 1396 № 1397 (Mi #RU 1628), (Mi #RU 1629)                                                |             | Россия. Регионы - Оренбургская область - Республика Тыва (Тува) | 10.5 руб.                     | 24 марта    | 240 000         | Бельтюков В.              | [ 10 ] |
| № 1398 (Mi #RU 1630)                                                                      |             | 100 лет со дня рождения Е. К. Федорова (1910—1981) | 12 руб.                       | 9 апреля    | 300 000 50 000  | Дробышев А.               | [ 11 ] |
| № 1399—1403 (Mi #RU 1631), (Mi #RU 1632), (Mi #RU 1633), (Mi #RU 1634), (Mi #RU 1635)     |             | Города воинской славы - Малгобек - Ельня - Елец - Воронеж - Луга | 10 руб.                       | 15 апреля   | 150 000         | Бельтюков В.              | [ 12 ] |
| № 1404—1407 (Mi #RU 1636), (Mi #RU 1637), (Mi #RU 1638), (Mi #RU 1639)                    |             | К 65-летию Победы в Великой Отечественной войне 1941—1945 гг. Оружие победы. Бронетанковая техника - Лёгкий колёсно-гусеничный танк БТ-7М - Лёгкий танк Т-70 - Средний танк Т-34-85 - Тяжелый танк ИС-2 | 9 руб.                        | 20 апреля   | 675 000 100 000 | Дробышев А.               | [ 13 ] |
| № 1408 (Mi #RU 1640)                                                                      |             | Почтовый блок — 65 лет Победы в Великой Отечественной войне | 50 руб.                       | 26 апреля   | 115 000         | Московец А., Халдей Е.    | [ 14 ] |
| № 1409 (Mi #RU 1641)                                                                      |             | Выпуск по программе «Европа». Детские книги | 10.5 руб.                     | 5 мая       | 210 000 90 000  | Батов А.                  | [ 15 ] |
| № 1410 (Mi #RU 1642)                                                                      |             | Русская гражданская азбука. 300 лет | 7.7 руб.                      | 18 мая      | 240 000         | Бельтюков В.              | [ 16 ] |
| № 1411 (Mi #RU 1643)                                                                      |             | Почтовый блок — 500 лет со дня рождения Ивана Фёдорова | 50 руб.                       | 18 мая      | 90 000          | Керносов А.               | [ 17 ] |
| № 1412—1415 (Mi #RU 1644), (Mi #RU 1645), (Mi #RU 1646), (Mi #RU 1647)                    |             | Почтовый блок — Памятники науки и техники. Часы - деревянные карманные часы М. С. Бронникова - наручные часы «Победа» - наручные часы «Штурманские» - часы «Глория» | 6 руб. 9 руб. 12 руб. 15 руб. | 28 мая      | 90 000          | Яковлева О.               | [ 18 ] |
| № 1416 № 1417 (Mi #RU 1648), (Mi #RU 1649)                                                |             | 275 лет со дня рождения Д. Г. Левицкого (ок. 1735—1822) - Автопортрет (фрагмент). 1783. Челябинский музей искусств - Портрет Г. И. Алымовой. 1776. ГРМ. | 10.5 руб.                     | 7 июня      | 400 000 40 000  | Поварихин А.              | [ 19 ] |
| № 1418 (Mi #RU 1650)                                                                      |             | Почтовый блок — Историко-культурное наследие России. Валаам | 25 руб.                       | 8 июня      | 100 000         | Московец А.               | [ 20 ] |
| № 1419—1421 (Mi #RU 1651), (Mi #RU 1652), (Mi #RU 1653)                                   |             | Почтовый блок — Царское Село. 300 лет - Египетские ворота при въезде в город - памятник А. С. Пушкину - Александровский дворец | 15 руб.                       | 18 июня     | 100 000         | Дробышев А.               | [ 21 ] |
| № 1422—1423 (Mi #RU 1654), (Mi #RU 1655)                                                  |             | Совместный выпуск. Российская Федерация — Республика Сербия. Искусство - Андрей Рублёв «Архангел Михаил». Начало XV в. ГТГ. - «Богородица Одигитрия». XIV в. Национальный музей в Белграде | 15руб.                        | 28 июня     | 500 000 125 000 | Поварихин А.              | [ 22 ] |
| № 1424 (Mi #RU 1656)                                                                      |             | 150 лет Владивостоку | 15 руб.                       | 2 июля      | 375 000         | Бетрединова Х.            | [ 23 ] |
| № 1425—1426 (Mi #RU 1657), (Mi #RU 1658)                                                  |             | Россия. Регионы - Брянская область - Еврейская автономная область | 10.5 руб.                     | 14 июля     | 210 000         | Бельтюков В.              | [ 24 ] |
| № 1427—1428 (Mi #RU 1659), (Mi #RU 1660)                                                  |             | Сцепка — Всемирное культурное наследие России. Куршская коса - дюнная гряда - вид на дюны и лес | 15 руб.                       | 26 июля     | 180 000         | Поварихин А.              | [ 25 ] |
| № 1429, № 1430, № 1431, № 1432 (Mi #RU 1662), (Mi #RU 1663), (Mi #RU 1664), (Mi #RU 1661) |             | Культура народов России. Головные уборы Республики Татарстан - Девичий калфак казанских татар первой половины XIX в. - Женский головной убор казанских татар «катташи» конца XIX — начала XX вв. - Головной убор пожилой женщины «камчат бурек» конца XIX в. - Тюбетейка казанских татар конца XIX — начала XX вв. | 11 руб.                       | 30 июля     | 440 000 40 000  | Бетрединова Х.            | [ 26 ] |
| № 1433 (Mi #RU 1665)                                                                      |             | Почтовый блок — Всемирное культурное наследие России. Ансамбль Ферапонтова монастыря | 30руб.                        | 2 августа   | 110 000         | Московец А.               | [ 27 ] |
| № 1434 (Mi #RU 1666)                                                                      |             | 125 лет со дня рождения Н. Н. Зубова (1885—1960) | 12 руб.                       | 12 августа  | 300 000 50 000  | Дробышев А.               | [ 28 ] |
| № 1435—1437 (Mi #RU 1667), (Mi #RU 1668), (Mi #RU 1669)                                   |             | Почтовый блок — История российского казачества. На марках изображены казак и казачка донского, кубанского и терского войск в традиционной одежде конца XIX в. На полях блока — знамёна войск и символика российского казачества.                                                                                   | 12 руб.                       | 20 августа  | 86 000          | Бельтюков В.              | [ 29 ] |
| № 1438 (Mi #RU 1670)                                                                      |             | Герб Ярославля | 10.5 руб.                     | 27 августа  | 1 500 000       | Иванова O.                | [ 30 ] |
| № 1439 (Mi #RU 1671)                                                                      |             | Герб Владивостока | 7.7 руб.                      | 27 августа  | 1 000 000       | Иванова O.                | [ 31 ] |
| № 1440 (Mi #RU 1672)                                                                      |             | Почтовый блок — 150 лет со дня рождения И. И. Левитана (1860—1900), живописца | 25 руб.                       | 30 августа  | 110 000         | Иванова O.                | [ 32 ] |
| № 1441 (Mi #RU 1673)                                                                      |             | 65 лет окончания Второй мировой войны | 15 руб.                       | 2 сентября  | 264 000         | Московец А.               | [ 33 ] |
| № 1442 (Mi #RU 1674)                                                                      |             | 75 лет со дня рождения Г. С. Титова (1935—2000) | 10.5 руб.                     | 10 сентября | 450 000         | Иванова O.                | [ 34 ] |
| № 1443 (Mi #RU 1675)                                                                      |             | Почтовый блок — 1000 лет Ярославлю | 50 руб.                       | 10 сентября | 100 000         | Иванова O.                | [ 35 ] |
| № 1444, № 1445, № 1446, № 1447 (Mi #RU 1676), (Mi #RU 1677), (Mi #RU 1678), (Mi #RU 1679) |             | Архитектурные сооружения. Мосты - Юбилейный мост через реку Волгу в Ярославле - Мост через канал имени Москвы в посёлке Хлебниково Московской области - Виадук через долину реки Мацеста в Сочи - Мост через Кольский залив в Мурманске                                                                            | 9 руб.                        | 15 сентября | 360 000 90 000  | Московец А.               | [ 36 ] |
| № 1448, № 1449, № 1450, № 1451 (Mi #RU 1680), (Mi #RU 1681), (Mi #RU 1682), (Mi #RU 1683) |             | Почтовый блок — 150 лет Банку России - Денежка образца 1855 г., выпуск 1860 г. - Рубль образца 1895 г. - Полтинник образца 1924 г. - Георгий Победоносец, 2006 г. | 10 руб.                       | 22 сентября | 120 000         | Яковлева О.               | [ 37 ] |
| № 1452 (Mi #RU 1684)                                                                      |             | Год учителя — 2010 | 10.5 руб.                     | 5 октября   | 288 000 32 000  | Яковлева О.               | [ 38 ] |
| № 1453 (Mi #RU 1685)                                                                      |             | Всероссийская перепись населения — 2010 | 12 руб.                       | 14 октября  | 495 000 55 000  | Бетрединова Х.            | [ 39 ] |
| № 1454 (Mi #RU 1686)                                                                      |             | Совместный выпуск. Россия — Казахстан. Исследователи. Чокан Валиханов (1835—1865) | 15 руб.                       | 21 октября  | 290 100 48 350  | Керносов А.               | [ 40 ] |
| № 1455 (Mi #RU 1687)                                                                      |             | 50 лет космическому полету Белки и Стрелки | 10 руб.                       | 29 октября  | 288 000         | Яковлева О.               | [ 41 ] |
| № 1456, № 1457 (Mi #RU 1688), (Mi #RU 1689)                                               |             | Россия. Регионы - Курская область - Ханты-Мансийский автономный округ | 10.5 руб.                     | 1 ноября    | 210 000         | Бельтюков В.              | [ 42 ] |
| № 1458 (Mi #RU 1690)                                                                      |             | 50 лет победе сборной команды СССР в Кубке Европы по футболу | 12 руб.                       | 10 ноября   | 320 000 40 000  | Шушлебина О., Дробышев А. | [ 43 ] |
| № 1459 (Mi #RU 1691)                                                                      |             | Почтовый блок — 200 лет со дня рождения Н. И. Пирогова (1810—1881), хирурга | 20 руб.                       | 25 ноября   | 90 000          | Яковлева О.               | [ 44 ] |
| № 1460 (Mi #RU 1692)                                                                      |             | 100 лет Качинскому училищу летчиков | 15 руб.                       | 29 ноября   | 280 000 35 000  | Дробышев А.               | [ 45 ] |
| № 1461 (Mi #RU 1693)                                                                      |             | С Новым годом! | 10.5 руб.                     | 1 декабря   | 400 000 50 000  | Грибкова А.               | [ 46 ] |

## Комментарии
1. ↑  Ниже приведён перечень коммеморативных марок (с возможностью сортировки по номиналу, тиражу).